# Kleine mangrovekoekoek
De kleine mangrovekoekoek (Coccyzus melacoryphus) is een vogel uit de familie van de koekoeken.

## Verspreiding en leefgebied
Deze soort komt voor van Colombia en Venezuela tot centraal Argentinië en Uruguay.